# Fußball-Club 08 Homburg/Saar 1995-1996
Questa voce raccoglie le informazioni riguardanti il Fußball-Club 08 Homburg/Saar nelle competizioni ufficiali della stagione 1995-1996.

## Stagione
Nella stagione 1995-1996 l'Homburg, allenato da Manfred Lenz, concluse il campionato di Regionalliga ovest-sudovest al 3º posto. In Coppa di Germania l'Homburg fu eliminato ai quarti dal Kaiserslautern.

## Rosa
| N. |                                 | Ruolo | Calciatore             |
| -- | ------------------------------- | ----- | ---------------------- |
|    | Georgia (bandiera)              | P     | Nika Chkheidze         |
|    | Germania (bandiera)             | P     | Peter Eich             |
|    | Germania (bandiera)             | P     | Oliver Theis           |
|    | Germania (bandiera)             | D     | Markus Berndt          |
|    | Germania (bandiera)             | D     | Bernd Eichmann         |
|    | Polonia (bandiera)              | D     | Wenanty Fuhl           |
|    | Germania (bandiera)             | D     | Michael Kostner        |
|    | Germania (bandiera)             | D     | Carsten Mathes         |
|    | Germania (bandiera)             | D     | Christian Preuße       |
|    | Germania (bandiera)             | D     | Volker Ruoff           |
|    | Brasile (bandiera)              | D     | Sandro Becker          |
|    | Germania (bandiera)             | D     | Torsten Wruck          |
|    | Argentina (bandiera)            | C     | Jorge Alberich         |
|    | Georgia (bandiera)              | C     | Rezo Arveladze         |
|    | Bosnia ed Erzegovina (bandiera) | C     | Dimitrije Dimitrijevic |
|    | Ucraina (bandiera)              | C     | Anatoli Mushinka       |

| N. |                                 | Ruolo | Calciatore          |
| -- | ------------------------------- | ----- | ------------------- |
|    | Georgia (bandiera)              | C     | Giorgi Nemsadze     |
|    | Germania (bandiera)             | C     | Sascha Nikolajewicz |
|    | Bosnia ed Erzegovina (bandiera) | C     | Sanel Nuhic         |
|    | Germania (bandiera)             | C     | Jens Poppowitsch    |
|    | Romania (bandiera)              | C     | Teo Rus             |
|    | Serbia (bandiera)               | C     | Slaven Stanic       |
|    | Germania (bandiera)             | C     | Sachar Theres       |
|    | Brasile (bandiera)              | A     | Adriano             |
|    | Bosnia ed Erzegovina (bandiera) | A     | David Behlil        |
|    | Stati Uniti (bandiera)          | A     | Rudi Collins        |
|    | Togo (bandiera)                 | A     | Jacques Goumai      |
|    | Germania (bandiera)             | A     | Lars Knobloch       |
|    | Germania (bandiera)             | A     | Steffen Koch        |
|    | Serbia (bandiera)               | A     | Zlatko Radic        |
|    | Ghana (bandiera)                | A     | Edward Sarpei       |

## Organigramma societario
Area tecnica
- Allenatore: Manfred Lenz, Ulrich Sude
- Allenatore in seconda:
- Preparatore dei portieri:
- Preparatori atletici:
- Analisi video:

## Calciomercato

### Sessione estiva
| Acquisti | Acquisti            | Acquisti          | Acquisti |
| R.       | Nome                | da                | Modalità |
| -------- | ------------------- | ----------------- | -------- |
| C        | Jorge Alberich      | Friburgo          |          |
| C        | Rezo Arveladze      | TeBe Berlino      |          |
| A        | David Behlil        | Kickers Offenbach |          |
| D        | Markus Berndt       | Saarbrücken II    |          |
| P        | Nika Chkheidze      | Dinamo Tbilisi    |          |
| D        | Bernd Eichmann      | Saarbrücken       |          |
| D        | Wenanty Fuhl        | Hauenstein        |          |
| D        | Michael Kostner     | Amburgo           |          |
| C        | Giorgi Nemsadze     | Dinamo Tbilisi    |          |
| C        | Sascha Nikolajewicz | Ulma              |          |
| D        | Christian Preuße    | Carl Zeiss Jena   |          |
| A        | Edward Sarpei       | Vorwärts Steyr    |          |
| C        | Slaven Stanic       | Waldhof Mannheim  |          |
| C        | Sachar Theres       | Saarbrücken       |          |

| Cessioni | Cessioni         | Cessioni          | Cessioni |
| R.       | Nome             | a                 | Modalità |
| -------- | ---------------- | ----------------- | -------- |
| C        | Günter Breitzke  | Wuppertal         |          |
| C        | Daniel Graf      | Kaiserslautern II |          |
| D        | Thomas Kluge     | Meppen            |          |
| D        | Steffen Korell   | Friburgo          |          |
| D        | Carsten Linke    | Saarbrücken       |          |
| A        | Sergio Maciel    | Estudiantes (LP)  |          |
| D        | Richard Mademann | Wuppertal         |          |
| C        | Jörg Schmidt     | Dinamo Dresda     |          |
| P        | Frank Wafzig     | Pirmasens         |          |

## Risultati

### Regionalliga ovest-sudovest

#### Girone di andata
| Arbitro: | Werthmann |

|                         |           |                   |
| Heinzen 44’ Thömmes 89’ | Marcatori | 90’ (rig.) Behlil |

| Arbitro: | Jansen |

|  |           |                      |
|  | Marcatori | 36’ Kramny 69’ Tomaš |

| Neunkirchen 6 agosto 1995, ore 15:00 CEST 3ª giornata | Borussia Neunkirchen | 0 – 0 referto | Homburg | Ellenfeldstadion (5 500 spett.)\| Arbitro: \| Schütz \| |
| Arbitro:                                              | Schütz               |               |         |                                                         |

| Arbitro: | Insam |

|                                                                |           |              |
| Knobloch 26’, 77’, 81’ Goumai 37’, 58’ Nemsadze 52’ Behlil 89’ | Marcatori | 7’, 88’ Serr |

| Arbitro: | Orde |

|                                                 |           |                |
| Bonan 17’ van der Ven 66’, 87’ Papić 81’ (rig.) | Marcatori | 4’, 24’ Goumai |

| Arbitro: | Dardenne |

|  |           |                  |
|  | Marcatori | 20’ Bettenstaedt |

| Arbitro: | Henrich |

|  |           |            |
|  | Marcatori | 43’ Sarpei |

| Arbitro: | Schneider |

|                             |           |          |
| Goumai 41’, 85’ Collins 89’ | Marcatori | 73’ Weis |

| Arbitro: | Thiemer |

|            |           |                            |
| Ridder 81’ | Marcatori | 54’, 75’ Goumai 89’ Preuße |

| Arbitro: | Zumkier |

|                     |           |                |
| Rus 13’ Collins 89’ | Marcatori | 48’ Zimmermann |

| Arbitro: | Hülsenbeck |

|                         |           |             |
| Kempkens 42’ Jansen 61’ | Marcatori | 86’ Collins |

| 7 ottobre 1995 12ª giornata |  | – turno di riposo |  |  |

| Homburg 14 ottobre 1995, ore 15:00 CET 13ª giornata | Homburg  | 0 – 0 referto | Alemannia Aquisgrana | Waldstadion Homburg (1 200 spett.)\| Arbitro: \| Kortholt \| |
| Arbitro:                                            | Kortholt |               |                      |                                                              |

| Arbitro: | Krug |

|             |           |                        |
| Hartwig 73’ | Marcatori | 13’ Goumai 54’ Adriano |

| Arbitro: | Haupt |

|                        |           |                                    |
| Adriano 24’ Stanic 51’ | Marcatori | 76’ (rig.) Scharpenberg 80’ Meinke |

| Arbitro: | Friedrichs |

|             |           |                                                 |
| Tchapda 49’ | Marcatori | 22’ Goumai 48’ Arveladze 55’ Adriano 81’ Stanic |

| Arbitro: | Willems |

|                 |           |                        |
| Goumai 38’, 55’ | Marcatori | 6’ Gebauer 35’ Hölzgen |

| Arbitro: | Margenberg |

|                                                  |           |  |
| Brückner 27’ Holick 36’ Mrugalla 60’ Hecking 81’ | Marcatori |  |

| Arbitro: | Berg |

|  |           |                       |
|  | Marcatori | 7’ Schwartz 80’ Beyel |

#### Girone di ritorno
| Arbitro: | Leimert |

|           |           |  |
| Goumai 7’ | Marcatori |  |

| Arbitro: | Müller |

|  |           |                            |
|  | Marcatori | 83’ Arveladze 88’ Nemsadze |

| Arbitro: | Gerber |

|                                               |           |  |
| Knobloch 10’ Dimitrijevic 12’ Stanic 72’, 76’ | Marcatori |  |

| Münster 1º maggio 1996, ore 15:00 CEST 23ª giornata | Preußen Münster | 0 – 0 referto | Homburg | Preußenstadion (1 100 spett.)\| Arbitro: \| Jansen \| |
| Arbitro:                                            | Jansen          |               |         |                                                       |

| Arbitro: | Willems |

|              |           |  |
| Rus 29’, 68’ | Marcatori |  |

| Oer-Erkenschwick 3 marzo 1996, ore 15:00 CET 25ª giornata | Erkenschwick | 0 – 0 referto | Homburg | Stimbergstadion (1 000 spett.)\| Arbitro: \| Willems \| |
| Arbitro:                                                  | Willems      |               |         |                                                         |

| Arbitro: | Wicht |

|                       |           |  |
| Arveladze 1’ Fuhl 29’ | Marcatori |  |

| Arbitro: | Thiemer |

|                             |           |            |
| Karaca 19’ Lelle 75’ (rig.) | Marcatori | 83’ Goumai |

| Arbitro: | Fandel |

|                                                  |           |            |
| Adriano 4’ Rus 30’ Arveladze 57’, 82’ Preuße 76’ | Marcatori | 88’ Ridder |

| Arbitro: | Jonsson |

|               |           |             |
| Policella 26’ | Marcatori | 55’ Adriano |

| Arbitro: | Könen |

|                           |           |  |
| Arveladze 45’ Adriano 76’ | Marcatori |  |

| 14 aprile 1996 31ª giornata |  | – turno di riposo |  |  |

| Arbitro: | Casper |

|            |           |                                |
| Acquah 24’ | Marcatori | 55’, 78’ Adriano 87’ Arveladze |

| Arbitro: | Kinhöfer |

|                                    |           |  |
| Goumai 11’ Wruck 23’ Arveladze 73’ | Marcatori |  |

| Arbitro: | Schweitzer |

|                                  |           |                                            |
| Scharpenberg 70’ (rig.) Walz 90’ | Marcatori | 33’, 49’, 74’ Adriano 41’ (rig.) Arveladze |

| Arbitro: | Merk |

|  |           |                   |
|  | Marcatori | 85’ (rig.) Becker |

| Arbitro: | Friedrichs |

|  |           |                                                      |
|  | Marcatori | 15’, 48’ Goumai 44’ Mushinka 53’ Wruck 84’ Arveladze |

| Arbitro: | Webers |

|                         |           |  |
| Wruck 68’ Arveladze 73’ | Marcatori |  |

| Arbitro: | Engler |

|              |           |                             |
| Schreier 34’ | Marcatori | 48’ Adriano 59’ Poppowitsch |

### Coppa di Germania
| Arbitro: | Dehmelt |

|                         |           |               |
| Theres 102’ Goumai 108’ | Marcatori | 114’ Springer |

| Arbitro: | Schütz |

|                   |           |                        |
| Feucht 70’ (rig.) | Marcatori | 20’ Adriano 65’ Behlil |

| Arbitro: | Prengel |

|                         |           |               |
| Stanic 22’ Nemsadze 69’ | Marcatori | 47’ Borimirov |

| Arbitro: | Steinborn |

|                                      |           |                                    |
| Goumai 35’ Arveladze 54’ Collins 74’ | Marcatori | 14’, 18’ Kuka 68’ Flock 117’ Siegl |

## Statistiche

### Statistiche di squadra
| Competizione                | Punti | In casa | In casa | In casa | In casa | In casa | In casa | In trasferta | In trasferta | In trasferta | In trasferta | In trasferta | In trasferta | Totale | Totale | Totale | Totale | Totale | Totale | DR  |
| Competizione                | Punti | G       | V       | N       | P       | Gf      | Gs      | G            | V            | N            | P            | Gf           | Gs           | G      | V      | N      | P      | Gf     | Gs     | DR  |
| --------------------------- | ----- | ------- | ------- | ------- | ------- | ------- | ------- | ------------ | ------------ | ------------ | ------------ | ------------ | ------------ | ------ | ------ | ------ | ------ | ------ | ------ | --- |
| Regionalliga ovest-sudovest | 67    | 18      | 11      | 3       | 4       | 37      | 15      | 18           | 9            | 4            | 5            | 32           | 22           | 36     | 20     | 7      | 9      | 69     | 37     | +32 |
| Coppa di Germania           | -     | 3       | 2       | 0       | 1       | 7       | 6       | 1            | 1            | 0            | 0            | 2            | 1            | 4      | 3      | 0      | 1      | 9      | 7      | +2  |
| Totale                      | 67    | 21      | 13      | 3       | 5       | 44      | 21      | 19           | 10           | 4            | 5            | 34           | 23           | 40     | 23     | 7      | 10     | 78     | 44     | +34 |

### Andamento in campionato
| Giornata  | 1  | 2  | 3  | 4 | 5  | 6  | 7  | 8 | 9 | 10 | 11 | 12 | 13 | 14 | 15 | 16 | 17 | 18 | 19 | 20 | 21 | 22 | 23 | 24 | 25 | 26 | 27 | 28 | 29 | 30 | 31 | 32 | 33 | 34 | 35 | 36 | 37 | 38 |
| --------- | -- | -- | -- | - | -- | -- | -- | - | - | -- | -- | -- | -- | -- | -- | -- | -- | -- | -- | -- | -- | -- | -- | -- | -- | -- | -- | -- | -- | -- | -- | -- | -- | -- | -- | -- | -- | -- |
| Luogo     | T  | C  | T  | C | T  | C  | T  | C | T | C  | T  |    | C  | T  | C  | T  | C  | T  | C  | C  | T  | C  | T  | C  | T  | C  | T  | C  | T  | C  |    | T  | C  | T  | C  | T  | C  | T  |
| Risultato | P  | P  | N  | V | P  | P  | V  | V | V | V  | P  |    | N  | V  | N  | V  | N  | P  | P  | V  | V  | V  | N  | V  | N  | V  | P  | V  | N  | V  |    | V  | V  | V  | P  | V  | V  | V  |
| Posizione | 13 | 18 | 19 | 9 | 14 | 16 | 13 | 9 | 8 | 5  | 7  | 8  | 10 | 7  | 8  | 7  | 8  | 8  | 8  | 8  | 7  | 6  | 7  | 6  | 6  | 6  | 6  | 6  | 5  | 5  | 6  | 5  | 5  | 4  | 4  | 3  | 3  | 3  |

Legenda:

Luogo: C = Casa; T = Trasferta. Risultato: V = Vittoria; N = Pareggio; P = Sconfitta.

### Statistiche dei giocatori
| Giocatore       | Regionalliga | Regionalliga | Regionalliga | Regionalliga | Coppa di Germania | Coppa di Germania | Coppa di Germania | Coppa di Germania | Totale   | Totale | Totale      | Totale     |
| Giocatore       | Presenze     | Reti         | Ammonizioni  | Espulsioni   | Presenze          | Reti              | Ammonizioni       | Espulsioni        | Presenze | Reti   | Ammonizioni | Espulsioni |
| --------------- | ------------ | ------------ | ------------ | ------------ | ----------------- | ----------------- | ----------------- | ----------------- | -------- | ------ | ----------- | ---------- |
| A. Adriano      | 29           | 12           | 4            | 2            | 3                 | 1                 | 2                 | 0                 | 32       | 13     | 6           | 2          |
| J. Alberich     | 1            | 0            | 0            | 0            | 0                 | 0                 | 0                 | 0                 | 1        | 0      | 0           | 0          |
| R. Arveladze    | 24           | 11           | 2            | 0            | 3                 | 1                 | 0                 | 0                 | 27       | 12     | 2           | 0          |
| S. Becker       | 5            | 0            | 1            | 0            | 0                 | 0                 | 0                 | 0                 | 5        | 0      | 1           | 0          |
| D. Behlil       | 19           | 2            | 0            | 0            | 1                 | 1                 | 1                 | 0                 | 20       | 3      | 1           | 0          |
| M. Berndt       | 0            | 0            | 0            | 0            | 0                 | 0                 | 0                 | 0                 | 0        | 0      | 0           | 0          |
| N. Chkheidze    | 16           | 0            | 0            | 0            | 3                 | 0                 | 0                 | 0                 | 19       | 0      | 0           | 0          |
| R. Collins      | 19           | 3            | 1            | 0            | 4                 | 1                 | 1                 | 0                 | 23       | 4      | 2           | 0          |
| D. Dimitrijevic | 27           | 1            | 3            | 0            | 4                 | 0                 | 0                 | 0                 | 31       | 1      | 3           | 0          |
| P. Eich         | 21           | 0            | 1            | 0            | 1                 | 0                 | 0                 | 0                 | 22       | 0      | 1           | 0          |
| B. Eichmann     | 33           | 0            | 8            | 0            | 4                 | 0                 | 0                 | 0                 | 37       | 0      | 8           | 0          |
| W. Fuhl         | 15           | 1            | 4            | 1            | 2                 | 0                 | 0                 | 0                 | 17       | 1      | 4           | 1          |
| J. Goumai       | 29           | 17           | 3            | 1            | 3                 | 2                 | 0                 | 0                 | 32       | 19     | 3           | 1          |
| L. Knobloch     | 11           | 4            | 2            | 0            | 1                 | 0                 | 0                 | 0                 | 12       | 4      | 2           | 0          |
| S. Koch         | 1            | 0            | 0            | 0            | 1                 | 0                 | 0                 | 0                 | 2        | 0      | 0           | 0          |
| M. Kostner      | 25           | 0            | 9            | 3            | 3                 | 0                 | 1                 | 0                 | 28       | 0      | 10          | 3          |
| C. Mathes       | 0            | 0            | 0            | 0            | 0                 | 0                 | 0                 | 0                 | 0        | 0      | 0           | 0          |
| A. Mushinka     | 18           | 1            | 5            | 2            | 0                 | 0                 | 0                 | 0                 | 18       | 1      | 5           | 2          |
| G. Nemsadze     | 30           | 2            | 4            | 2            | 4                 | 1                 | 0                 | 0                 | 34       | 3      | 4           | 2          |
| S. Nikolajewicz | 4            | 0            | 0            | 0            | 1                 | 0                 | 0                 | 0                 | 5        | 0      | 0           | 0          |
| S. Nuhic        | 0            | 0            | 0            | 0            | 0                 | 0                 | 0                 | 0                 | 0        | 0      | 0           | 0          |
| J. Poppowitsch  | 2            | 1            | 0            | 0            | 0                 | 0                 | 0                 | 0                 | 2        | 1      | 0           | 0          |
| C. Preuße       | 20           | 2            | 1            | 2            | 0                 | 0                 | 0                 | 0                 | 20       | 2      | 1           | 2          |
| Z. Radic        | 4            | 0            | 0            | 0            | 1                 | 0                 | 1                 | 0                 | 5        | 0      | 1           | 0          |
| V. Ruoff        | 30           | 0            | 4            | 0            | 4                 | 0                 | 0                 | 0                 | 34       | 0      | 4           | 0          |
| T. Rus          | 29           | 4            | 3            | 0            | 3                 | 0                 | 1                 | 0                 | 32       | 4      | 4           | 0          |
| E. Sarpei       | 31           | 1            | 2            | 0            | 4                 | 0                 | 2                 | 0                 | 35       | 1      | 4           | 0          |
| S. Stanic       | 27           | 4            | 5            | 0            | 3                 | 1                 | 0                 | 0                 | 30       | 5      | 5           | 0          |
| O. Theis        | 0            | 0            | 0            | 0            | 0                 | 0                 | 0                 | 0                 | 0        | 0      | 0           | 0          |
| S. Theres       | 16           | 0            | 5            | 0            | 2                 | 1                 | 0                 | 0                 | 18       | 1      | 5           | 0          |
| T. Wruck        | 17           | 3            | 4            | 1            | 0                 | 0                 | 0                 | 0                 | 17       | 3      | 4           | 1          |